# NB-36H

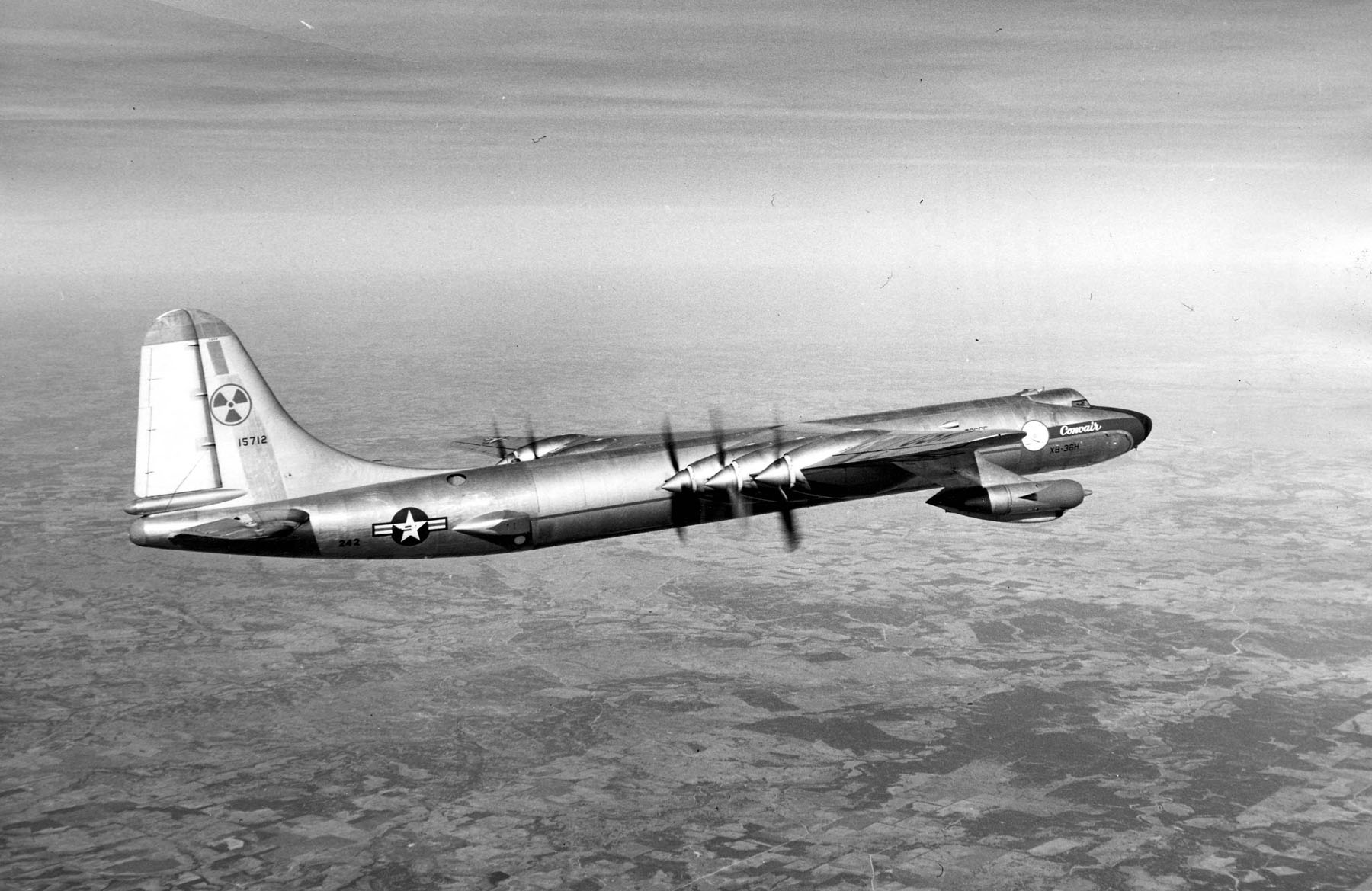
NB-36H

NB-36Hとは、アメリカ合衆国が1950年代に開発した試験用航空機である。非公式の愛称は“クルセイダー(The Crusader)”。
コンベア社の開発した大型長距離戦略爆撃機、B-36Hを改造して製造された。当初は"XB-36H"の仮制式名称であったが、最終的には"NB-36H"として制式化された。

## 概要

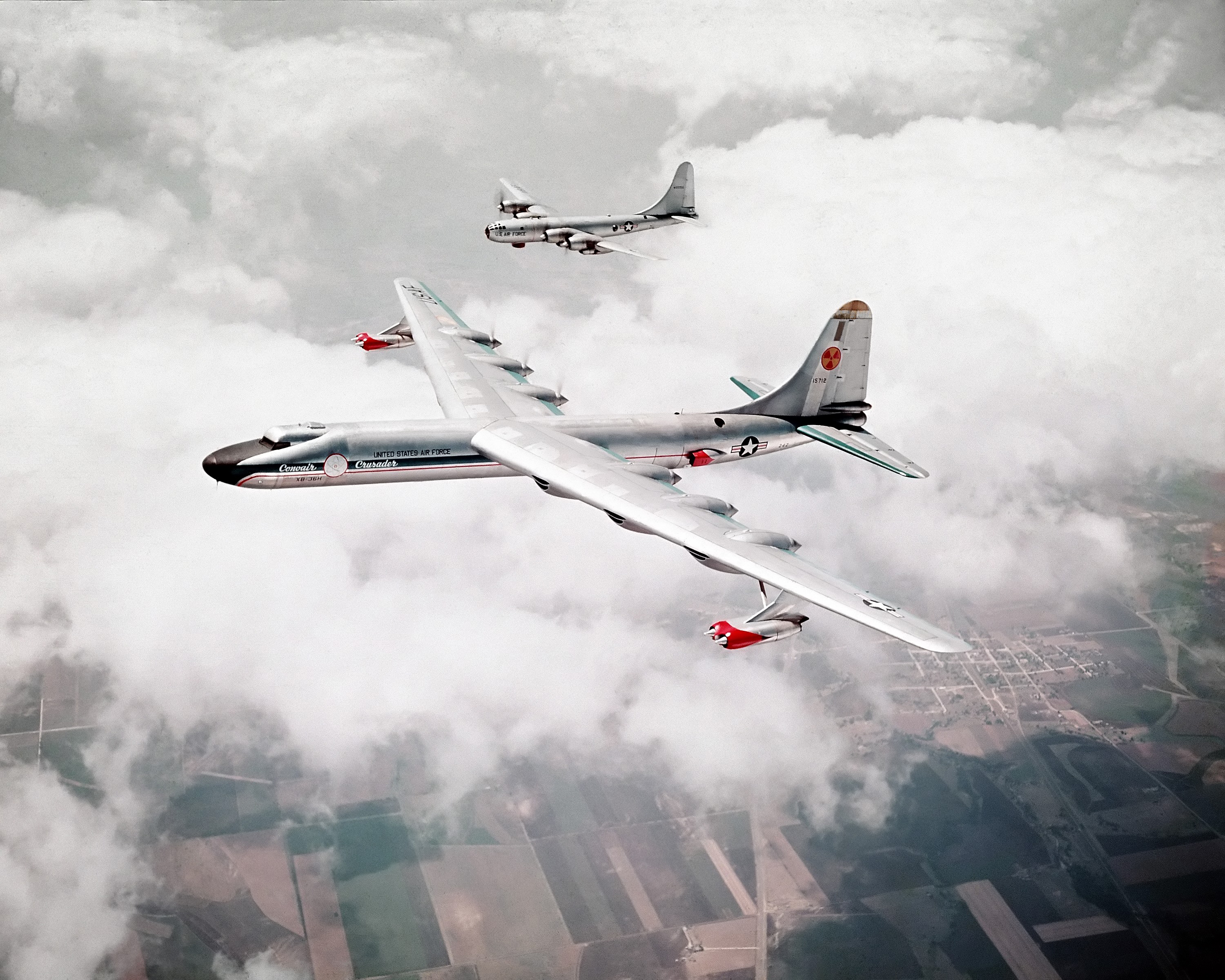
NB-36Hと飛行するB-50

本機は実用化を検討していた原子力推進爆撃機計画である「WS-125」(Weapon System 125)開発の第一段階として製作された。開発目的は、航空機に原子炉を搭載し、放射線に対する遮蔽の実験や、電気回路に対する放射線の影響を調査することにあった。
WS-125計画における研究にはアメリカ空軍などに加えてコンベア社が主要メーカーとして携わっており、コンベア社はNB-36Hをこれに続く本格的な原子力推進試験機であるX-6を開発するデータ集積に使う予定としていた。X-6はGE社による原子力ターボジェットエンジンである"P-1"を搭載する予定となっており、このエンジンは圧縮された空気を原子炉が発する華氏2,500度の高温により加熱し、高温の空気として噴出することにより推力を得る、というものであった。
これに先立って製作されたNB-36Hでは、原子炉を動力としては用いないものの、実際に飛行中の航空機に原子炉を搭載して稼働させ、機体や乗員に与える影響などを調べるものであった。
開発当時の未来予想では原子力推進航空機の実用化が予言されていたが、実際には噴出されるジェット排気は放射能汚染されている可能性が高く、実用化が困難であった。そのため、実際の兵器としての価値はないとして、最終的に1961年にケネディ政権が発足すると原子力爆撃機計画は破棄された。いずれにしても、NB-36Hは航空機に稼動可能な原子炉が搭載されたアメリカ史上初、かつ唯一のケースである。

## 開発

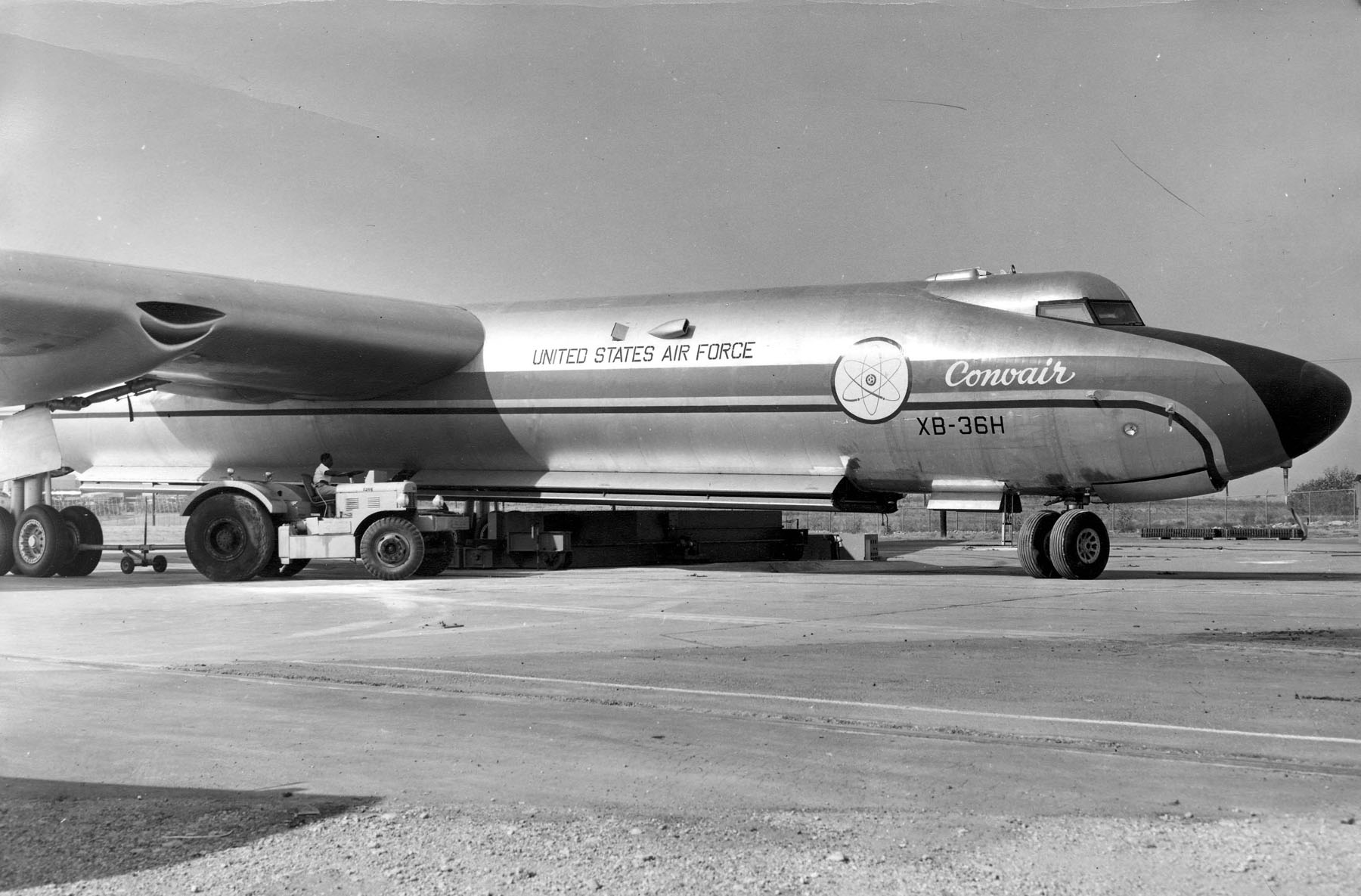
NB-36Hの機首部分

WS-125計画によるX-6の開発に先立ち、実際の原子炉を搭載する実験機として、当時の最新の戦略爆撃機であるコンベアB-36Hの機体を改造し、爆弾倉を改装してP-1型原子炉を機内に設置している 機体が製作された。この機体は、駐機中に竜巻による損傷を受け、機体前半部の修理が必要とされていた機体（B-36H-20-CF シリアル番号51-5712）を改造母機としたものである。
NB-36Hに搭載されたP-1型原子炉は重量35,000ポンド（約16,000 kg）、加圧水型原子炉で出力は1メガワットである。炉は爆弾倉中央部に設置されており、簡単な作業で取り外せる構造になっていた。炉心に配管されている水は減速材と冷却材の両方として機能し、炉心と熱交換器の間を循環して原子炉の発生させた熱を大気に放出した。既述のようにNB-36Hでは原子炉はあくまで搭載実験のために用いられているもので、発生させた熱エネルギーは冷却水と熱交換器を通じて放出されるのみであり、動力その他の用途には用いられない。
前述の被災損傷機から改造するにあたり、爆弾倉への原子炉の搭載とそれに伴う各所の改造、及び武装の全廃の他、損壊していた機首部分は外観こそ原型のB-36Hと同様ながら丸ごと作り変えられており、乗員を放射線から守るため、水タンク式の隔壁等の放射線防御シールドが施され、機首の操縦席はカプセル状に改装された。遮蔽用の鉛や鉛ガラスなどを大量に用いたため、操縦カプセルの重量だけで12tにもなり、地上支援車両にも遮蔽処理が施されている。また、墜落事故の際に事故処理に用いることを目的として、移動式の有人マニピュレーター（ロボット事故処理車）も開発が準備され、後に完成している。
NB-36Hは「MX1589計画」として、1951年より本格開発が開始された。X-6計画が1953年に中止されたのちも、放射線遮蔽試験用として、開発が継続され、1機が改造・製作され、1955年から1957年まで飛行試験が行われた。
1955年9月から1957年3月まで47回・計215時間の飛行試験が行われていたが、そのたびに放射線を測定するボーイングB-50と、万が一墜落した場合には現場を封鎖する兵士を乗せたC-119輸送機が随伴していた。また、飛行終了後は、コンベア社のフォートワース工場内に設置された特製ピットでNB-36Hから降ろされた原子炉を検査の上で試運転していた。WS-125計画の終了とX-6開発の中止後、機体は1958年に解体されている。

## 他国の原子力推進飛行機
アメリカの冷戦時代のライバルであるソビエト連邦も、ツポレフTu-95戦略爆撃機に原子炉を搭載したTu-119を実験していたが、NB-36Hと同様な経過を辿り、最終的に中止された。アメリカと同様、ソビエトでも実際に原子力推進飛行機の製造には至らなかった。

## 要目
- 翼長：230 ft(70.104 m)
- 全長：162 ft.1 in(49.38 m)
- 全高：46 ft.8 in(14.23 m)
- 最大離陸重量：357,500 lbs(162,305 kg)
- 推進装置：
  - Pratt & Whitney R-4360-53 28気筒空冷星型レシプロエンジン（出力 3,800 hp(2,830 kW)（離陸時） 6基

および
- - General Electric J47-GE-19 ターボジェットエンジン（推力 5,200 lbs） 4基
- 速度：
  - 最大速度：420 mph(676 km/h)
  - 巡航速度：270 mph(430 km/h)
- 実用上昇限度：40,000 ft(12,200 m)
- 乗員：5名（操縦士、副操縦士、航空機関士、原子力機関士2名）